# Władysław Szczawiński
Władysław Szczawiński (ur. 30 listopada 1879 w Krakowie, zm. 4 maja 1951 w Łodzi) – polski aktor teatralny i filmowy, śpiewak, reżyser i dyrektor teatralny.

## Życiorys
Był aktorem operetkowym. Ponadto w latach 20. pracował jako reżyser i dyrektor w Teatrze Nowym w Warszawie oraz w warszawskiej Operetce Wodewil. W 1945 został dyrektorem założonej wówczas Operetki Łódzkiej.
Został pochowany w części katolickiej na Starym Cmentarzu w Łodzi.

## Filmografia
- 1914 – Przed sądem
- 1914 – Tańce i śpiewy
- 1914 – Niewolnica zmysłów jako bogacz
- 1914 – Ach, te spodnie! jako Władek
- 1915 – Żona
- 1915 – Szpieg
- 1931 – Świat bez granic jako przemysłowiec Nowak

## Operetki i dyskografia
- 1910 – Mieczysława Ćwiklińska, Józef Redo, Władysław Szczawiński: artyści teatru „Nowości”, śpiew z towarzyszeniem Orkiestry opery Warszawskiej, Syrena Rekord (SGR 9556–9585) (utwory z operetki Hrabia Luxemburg)
- 1910 – Manewry jesienne (rola: Lörenthy)
- 1911 – Targ na dziewczęta (rola: adwokat)

## Odznaczenia
- Złoty Krzyż Zasługi (1938)
- Krzyż Kawalerski Orderu Odrodzenia Polski (18 czerwca 1950, w związku z 50-leciem pracy artystycznej)[1]